# Якопетти, Гуальтьеро
Гуальтьеро Якопетти (итал. Gualtiero Jacopetti; 4 сентября 1919, Барга, Тоскана, Италия — 17 августа 2011, Рим, Италия) — итальянский режиссёр документального кино, журналист.

## Биография

### Ранние годы
Гуальтьеро Якопетти родился 4 сентября 1919 года в коммуне Барга на северо-западе Италии. Во время Второй мировой войны сражался в движении сопротивления против итальянских фашистов. После неё, по совету своего друга и наставника Индро Монтанелли, начал работать журналистом. В 1953 году стал одним из основателей влиятельного либерального еженедельника «Cronache», однако, издание вскоре было закрыто за публикацию откровенных фотографий Софи Лорен. Более того, Якопетти был приговорён к году тюрьмы за распространение порнографии. Впоследствии работал рядовым журналистом, редактором новостей, актёром и режиссёром короткометражных фильмов. Сотрудничал в написании сценариев с режиссёрами Рене Клеманом и Алессандро Блазетти.

### Карьера в кино
В 1960 году он обратился к своим коллегам Франко Проспери и Паоло Кавара с идеей создания «антидокументального фильма». Через два года состоялась премьера картины «Mondo cane» (рус. Собачий мир). Она имела шумный успех у зрителя и дала название целому направлению в документальном кино (Мондо или Shockumentary). При этом лента не получила ни одной профессиональной награды за художественные достижения (не принимая в расчёт национальную премию «Давид ди Донателло» лучшему продюсеру), но была удостоена двух престижных номинаций: на Золотую пальмовую ветвь Каннского кинофестиваля и на премию «Оскар» за лучшую песню к фильму в год своей премьеры в США (1963).
Успех «Mondo cane» вдохновил не только последователей и подражателей. Сами авторы продолжили развитие стилистики в картинах «Женщина в мире…» (итал. La Donna nel mondo…, 1963 год), «Собачий мир 2» (итал. Mondo Cane 2, 1963 год), «Прощай, Африка» (итал. Africa addio, 1965 год) и ряде других.
1971 году Якопетти и Проспери сняли псевдодокументальный фильм «Прощай, дядя Том» (итал. Addio Zio Tom), который получил чрезвычайно негативные отзывы критиков. После ещё двух не успешных проектов в кинематографе Гуальтьеро Якопетти вернулся к работе в печатных СМИ.

### Смерть
Якопетти умер 17 августа 2011 года в возрасте 91 года. Он завещал, чтобы его похоронили рядом со своей возлюбленной — английской актрисой Белиндой Ли, которая погибла в 1961 году в автомобильной аварии по дороге из Лас-Вегаса в Лос-Анджелес. Сам Якопетти тогда был только ранен.

## Критика творчества
Одним из первых негативную критику работам Якопетти дал американский киновед Роджер Эберт. Начав с фильма «Прощай, дядя Том», он назвал его самым отвратным и презрительным оскорблением документального кино, которое злорадствует над человеческой деградацией. Если первой картине постановщика «Собачий мир» удалось ввести в заблуждение нескольких критиков из наиболее бездарных, неспособных отличить постановочных сцен от хроникальных, то вторая — «Женщина в мире…», снята лишь для тех, «кому нравятся эпизоды женской борьбы в грязи под вопли пьяных нацистов». Фильм «Прощай, Африка» назван критиком жестоким, нечестным и откровенно расистским. Гуальтьеро Якопетти в ряде интервью отвечал позже на эти комментарии, что Роджер Эберт видел лишь копию фильма, которая была перемонтирована для американской аудитории, а это было произведено без согласия итальянских кинематографистов (например, оригинальное название изменено на «Africa: Blood and Guts» (≈ «Африка: Кровь и Кишки»). Кроме того, неудачный перевод на английский, пренебрежение к оттенкам итальянского языка привели, по мнению Якопетти, к полному извращению первоначальной идеи картин.

Крайне негативной оценки всех лент Гуальтьеро Якопетти придерживается российский критик Михаил Трофименков. Он считает их пасквилем на несостоявшийся «документальный жанр» итальянского кино. Рассматривая попытку других критиков оценить «Собачий мир» и «Прощай, дядя Том» как антибуржуазное, нигилистическое кино, он вспоминает, что даже официальные деятели культуры СССР, когда шла речь о «революционности» фильмов Якопетти, делали оговорку, что последний — лишь «коммерческая эксплуатация бунтарских настроений». 
…монтировал Якопетти безобразно, то есть, вообще, не монтировал, а клеил один за другим сюжеты, как бы свидетельствующие о деградации цивилизации… Можно только восхититься проворливостью итальянского режиссёра, при помощи лома и какой-то матери адаптирующего на свой лад … одну идею: никакого прогресса в истории нет.
Киновед Александр Дерябин, рассуждая об этике в кинематографе, называет Якопетти жупелом документалистики, отрицаемым как прогрессивной, так и реакционной общественностью. Журналист Татьяна Алёшичева, называя итальянского постановщика «занудой и моралистом», что его анти-заслуга не в том, что он первым осознанно принял шок и эпатаж главными приёмами документального кино, а в том, что последовательно проповедует идею бесконечности регресса, цинизма и демагогии цивилизации.
Режиссура Гуальтьеро Якопетти, являясь спорной и противоречивой, в чём-то обогнала своё время. При этом позиция постановщика-провокатора, цинизм в подборе материала, чрезмерная жесткость, граничащая с аморальностью, — неотъемлемые черты его лент.

## Художественное влияние
Появившийся в середине 1970-х годов жанр Снафф очевидно является субжанром Мондо, с отличием в том, что кинематографисты перестали «ловить» реальность, а создавали её сами. Первым представителем направления стал фильм «Снафф» («Snuff»), снятый в Аргентине в 1971 Майклом и Робе́ртой Финдли.
Анти-эстетика социального вызова, жёсткость, иногда жестокость происходящего на экране позволили кинокритикам неоднократно сопоставлять работы Гуальтьеро Якопетти и более современного австрийского режиссёра Михаэля Главоггера. Однако сам Главоггер заявлял, что совершенно не знаком с творчеством итальянского документалиста и не видел ни одного его фильма.
Упоминавшийся выше российский критик Михаил Трофименков считает, что «Собачьи миры» стали основой для идеологических программ телевидения СССР. Сознательно или нет, но произошло это весьма органично: монтаж Якопетти — это типичный монтаж телепередачи, составленной из не связанных историй. Ещё более современным наследником приёмов Якопетти киновед называет программы Discovery Channel. Итальянский режиссёр провокационно демонстрирует условное тихоокеанское племя, где у каждого жителя в результате встречи с акулами нет тех или иных конечностей. Ещё более циничен и эпатажен, по мнению Михаила Трофименкова, современный сюжет Discovery о сёрферах без руки или без ноги, остающихся в любимом спорте.
Дуэт Якопетти-Проспери не только создал новый «жёлтый», «коммерческий» поджанр не игрового кино «шокьюментари», но и стал первооткрывателем «мокьюментари».

## Фильмография
| Год  |     | Русское название          | Оригинальное название          | Роль                                 |
| ---- | --- | ------------------------- | ------------------------------ | ------------------------------------ |
| 1959 | док | Ночь над Европой          | Europa di notte                | автор сценария                       |
| 1961 | док | Мир ночи                  | Il mondo di notte              | автор сценария                       |
| 1961 | док | Как хорошо жить           | Che gioia vivere               | автор сценария                       |
| 1962 | док | Собачий мир               | Mondo cane                     | автор сценария, режиссёр, продюсер   |
| 1963 | док | Женщина в мире            | La donna nel mondo             | автор сценария, режиссёр, продюсер   |
| 1963 | док | Собачий мир 2             | Mondo cane 2                   | режиссёр, продюсер                   |
| 1966 | док | Прощай, Африка            | Africa addio                   | автор сценария, режиссёр             |
| 1966 | док | Шаман во фраке            | Witchdoctor in Tails           | режиссёр                             |
| 1971 | ф   | Прощай, дядя Том          | Addio zio Tom                  | автор сценария, режиссёр, продюсер   |
| 1975 | ф   | Щенячий мир               | Mondo candido                  | автор сценария, режиссёр             |
| 1980 | ф   | Фанхио: Жизнь на 300 км/ч | Fangio: Una vita a 300 all'ora | автор сценария, проект не реализован |